# Каменко Катић
Каменко Катић (Ђурђево, 25. март 1935 — Нови Сад, 31. март 2018) био је један од најцењенијих југословенских и српских телевизијских водитеља и презентер временске прогнозе у ТВ дневнику на Радио телевизији Србије.

## Биографија
Рођен је у маленом селу Ђурђеву у општини Жабаљ, у Војводини, а као шестогодишњи дечак остао је без родитеља. Иако је похађао Реалну гимназију у Новом Саду завршио је средњу ветеринарску школу у Шапцу и једно време је радио као ветеринар. Потом је кратко студирао ветерину и агрономију, затим историју и географију, да би се напослетку одлучио за студије етнологије на Филозофском факултету.

## Професионални рад
Још као студент почео је да ради као спикер на Радио Титограду, а потом и на Радио Сарајеву. Био је један од првих телевизијских спикера на Радио-телевизији Сарајево након њеног оснивања.
У јануару 1962. прелази у Телевизију Београд где је пуних 17 година презентовао временску прогнозу у централној информативној емисији ТВ Дневник. Након тога прелази у секцију документарног програма где је као аутор и водитељ урадио преко 300 репортажа. Међу бројним емисијама и репортажама које је радио издвајају се Узгред буди речено, Живот је живот, Салашари, Мечкари, Партизанка Славица, Планински месец над нашим сокаком, Светлани у знак признања и друге. Аутор је кратког документарног филма Реквијем за Јована Аћанског (1991, у продукцији Дунав филма). Играо је и у телевизијским серијама ТВ Буквар (1969, водитељ) и Седам плус седам (1978).

## Награде и признања
Добитник је и четири награде за животно дело које су му додељење од стране Удружења новинара Србије, Савеза новинара Југославије, Радио-телевизије Србије и ИНТЕРФЕР-а.

## Занимљивости
Каменко је био једно од најомиљенијих телевизијских лица некадашње Југославије и гледаоци су га често звали „наш Каменко”. У песми Халид инвалид Хари Рамба Амадеуса, Каменко се помиње у стиху „Каменко је рек'о биће кишни дан, свратили смо код стрика и позајмили кишобран”. Након пензионисања живео је у Белегишу код Старе Пазове.